# Виталий Москаленко
Виталий Анатолиевич Москаленко (на украински: Віталій Анатолійович Москаленко) е украински дипломат и журналист, извънреден и пълномощен посланик на Украйна. Посланик на Украйна в Република Македония (2005 – 2009) и в България (от 2018 г.). Владее английски, сръбски, словашки, български и македонски език.

## Биография
Виталий Москаленко е роден на 31 октомври 1955 г. в град Киев, Украинска съветска социалистическа република. Негов баща е украинският журналист и писател Анатолий Москаленко. През 1978 г. завършва Факултета по журналистика на Киевския университет.
Между 1978 и 1993 г. работи като журналист в Украйна. В периода от 1993 до 1998 г. е първи секретар на Посолството на Украйна в Република България. Дълги години е сътрудник на различни постове във външното министерство на Украйна.
В периода от 2005 до 2009 г. е посланик на Украйна в Македония. До 2018 г. е генерален консул на Украйна в гр. Ростов на Дон.
През септември 2018 г. е назначен за посланик на Украйна в България.